# Stoh (Mała Fatra)

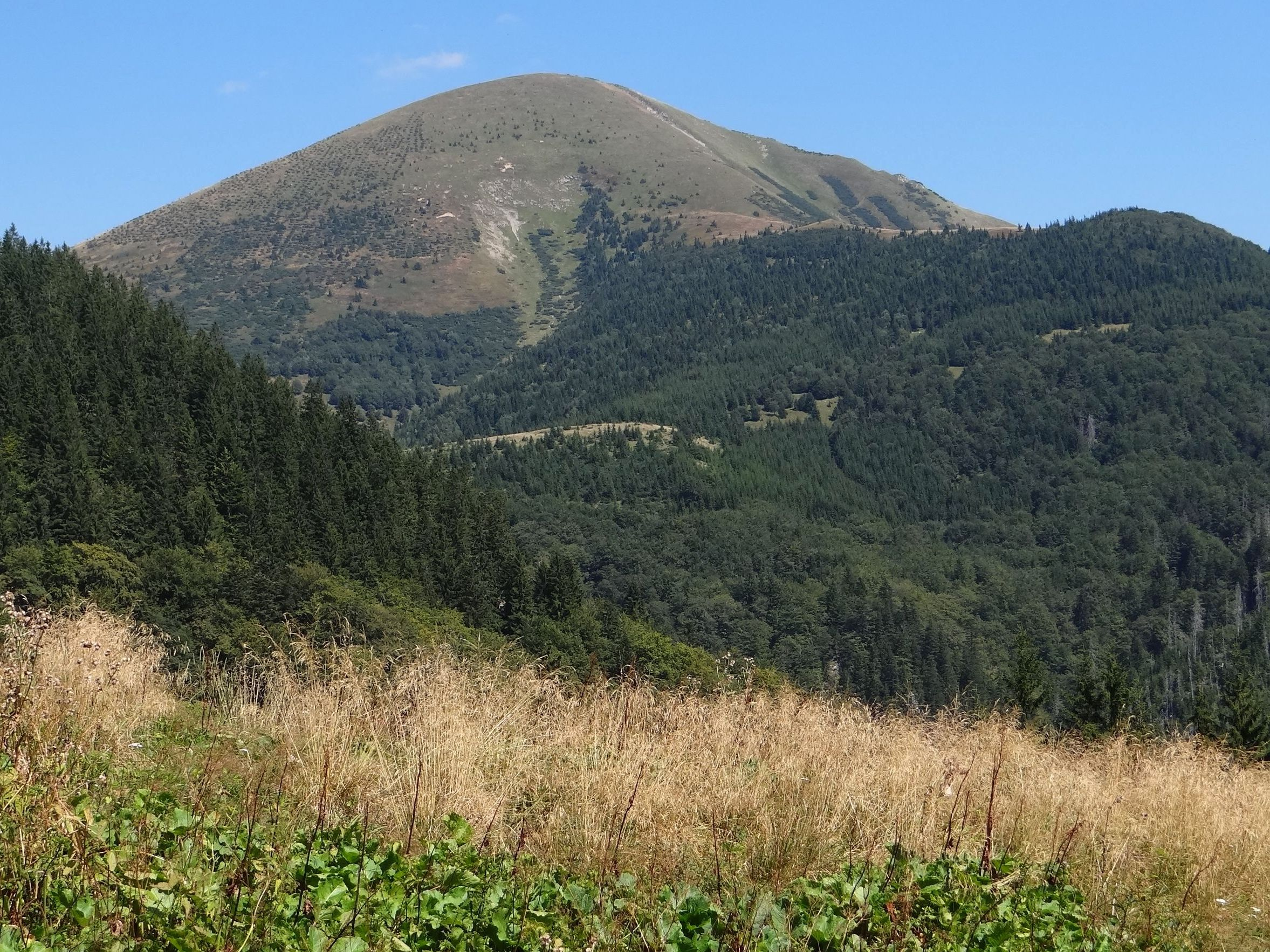
Widok na Stoh z Šutovskiej doliny

Stoh (1607 m) – jeden z najwyższych i najbardziej charakterystycznych szczytów w tzw. Krywańskiej części Małej Fatry w Centralnych Karpatach Zachodnich na Słowacji.

## Położenie
Stoh wznosi się we wschodniej części tej grupy górskiej, w jej głównym grzbiecie. Na północnym wschodzie przełęcz Medziholie (słow. sedlo Medziholie, 1185 m) oddziela go od Wielkiego Rozsutca (1610 m), zaś na zachodzie Stohowa Przełęcz (Stohové sedlo, 1230) – od Południowego Gronia (Poludňový grúň, 1460 m). Północne stoki Stoha opadają do Novej doliny (odnoga Doliny Wratnej) i spływa nimi Stohový potok (dopływ Vrátňanki w zlewni Wagu). W kierunku południowym Stoh wysyła długi grzbiet ze szczytami Žobrák (1308 m) i Suchý vrch (1268 m), schodzący nad przełom Wagu w Królewianach i rozdzielający Dolinę Bystrička na wschodzie od Doliny Szutowskiej (Šútovská dolina) na zachodzie. Grzbietem tym biegnie dział wodny między Wagiem i Orawą: Dolina Szutowska jest w zlewni Wagu, Bystrička w zlewni Orawy.

## Geologia i morfologia
Spiętrzenie szczytowe góry ma kształt zbliżony do regularnego stożka (słow. stoh = stóg). Ze względu na usytuowanie i wysokość Stoh widoczny jest ze szczytów wielu nawet dość odległych pasm górskich, w tym z wielu miejsc w polskich Beskidach: Beskidzie Śląskim i Żywieckim, a ze względu na swój charakterystyczny kształt i sąsiedztwo z zupełnie odmiennym, skalistym Wielkim Rozsutcem – dobrze rozpoznawalny.

## Przyroda ożywiona
Praktycznie cała kopuła szczytowa Stohu jest bezleśna, pokryta roślinnością trawiastą lub rozległymi borówczyskami. Górna granica lasu sięga obecnie maksymalnie do ok. 1300 m n.p.m., a nieco wyżej rozpościerają się jedynie laski karłowaciejącej jarzębiny. Pierwotnie las sięgał znacznie wyżej, a powyżej górnej jego granicy aż po szczyt góry ciągnęły się zarośla kosodrzewiny. Odlesienie góry, postępujące w ciągu XVII i XVIII w., wiązało się z intensyfikacją gospodarki pasterskiej i tworzeniem nowych terenów wypasowych. Obecnie stoki góry, zwłaszcza wschodnie i północne, są jednymi z najbardziej zagrożonych lawinami śnieżnymi miejsc w całej Małej Fatrze.
Północne stoki góry aż po sam jej wierzchołek należą do rezerwatu przyrody Rozsutec, natomiast część stoków południowo-wschodnich – do rezerwatu przyrody Šrámková.

## Turystyka
Na szczyt Stohu wiodą znakowane szlaki turystyczne ze Stohowej Przełęczy i przełęczy Medziholie (znaki czerwone) oraz z Królewian (znaki zielone).
  Medziholie – Stoh (1.15 h) – Stohové sedlo – Poludňový grúň (2.30 h) – Snilovské sedlo (4.10 h)
  Kraľovany – Žobrák – Stoh (3.30 h)